# Tomis

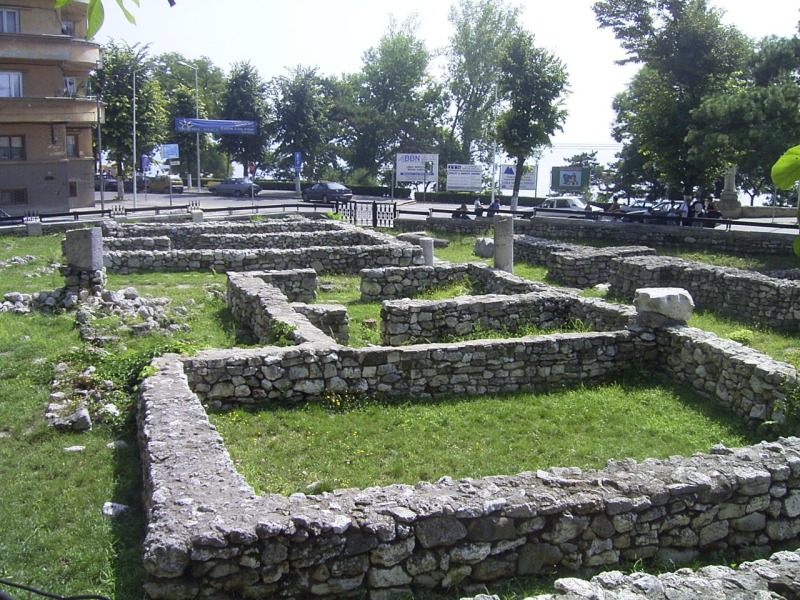
Ruïnes de l'antiga ciutat de Tomis.

Tomis (en grec antic Τόμις) era una ciutat de la Mèsia Inferior, a la riba de l'Euxí, capital del districte anomenat Escítia Menor. Es correspon amb la ciutat moderna de Constança, a Romania, a uns 300 estadis d'Istròpolis. Es deia que era una colònia fundada per Milet.
Segons la mitologia grega, en aquell lloc Medea va tallar a bocins el cos del seu germà Apsirt, que va anar llençant al mar mentre fugia amb Jàson a la nau Argo i on el seu pare Eetes els va reunir i els va enterrar.
El lloc és famós perquè Ovidi hi va viure desterrat i va ser el lloc on va escriure les Tristes i les Epístoles del Pont.